# Liga de Voleibol Superior Masculino 1969
La Liga de Voleibol Superior Masculino 1969 si è svolta nel 1969: al torneo hanno partecipato 8 franchigie portoricane e la vittoria finale è andata per la quarta volta ai Changos de Naranjito.

## Regolamento
La competizione vede le nove franchigie partecipanti affrontarsi senza un calendario rigido fino ad arrivare a sedici incontri ciascuna:
- Le prime quattro classificate accedono ai play-off scudetto, dove vengono accoppiate col metodo della serpentina, strutturati in semifinali, al meglio delle cinque gare, e finale, al meglio delle sette gare.

## Squadre partecipanti
| - Cafeteros de Yauco - Changos de Naranjito - Criollos de Caguas - Guayacanes de Guayanilla | - Indios de Yauco - Leones de Ponce - Mets de Guaynabo - Vaqueros de Bayamón |

## Campionato

### Regular season

#### Classifica
| Pos. | Squadra                  | G  | V  | P  | SV | SP | Ratio | PF | PS | Ratio |
| ---- | ------------------------ | -- | -- | -- | -- | -- | ----- | -- | -- | ----- |
| 1.   | Changos de Naranjito     | 15 | 15 | 0  |    |    |       |    |    |       |
| 2.   | Indios de Yauco          | 15 | 11 | 4  |    |    |       |    |    |       |
| 3.   | Cafeteros de Yauco       | 24 | 16 | 8  |    |    |       |    |    |       |
| 4.   | Leones de Ponce          | 24 | 12 | 12 |    |    |       |    |    |       |
| 5.   | Vaqueros de Bayamón      | 24 | 12 | 12 |    |    |       |    |    |       |
| 6.   | Guayacanes de Guayanilla | 22 | 5  | 17 |    |    |       |    |    |       |
| 7.   | Criollos de Caguas       | 15 | 3  | 12 |    |    |       |    |    |       |
| 8.   | Mets de Guaynabo         | 16 | 3  | 13 |    |    |       |    |    |       |

      Ai play-off scudetto.

### Play-off
|  | Semifinali | Semifinali           | Semifinali |  |  | Finale | Finale               | Finale |  |
|  |            |                      |            |  |  |        |                      |        |  |
|  | 1          | Changos de Naranjito | 3          |  |  |        |                      |        |  |
|  | 4          | Leones de Ponce      | 0          |  |  | 1      | Changos de Naranjito | 4      |  |
|  | 2          | Indios de Yauco      | 1          |  |  | 3      | Cafeteros de Yauco   | 1      |  |
|  | 3          | Cafeteros de Yauco   | 3          |  |  |        |                      |        |  |